# BK-27機炮
BK-27（又名BK27或BK 27，BK為德語的，解作空用機炮）是由德國毛瑟（萊茵金屬子公司）生產的27毫米口徑转膛机炮，其開發目的為1960年代的多用途戰鬥機計劃（MRCA）武器之一，亦是龍捲風戰鬥轟炸機的機砲。
BK-27是一種採用氣動原理，單管轉輪式運作，發射27×145毫米彈藥的空用機炮，是阿爾發教練攻擊機（Alpha Jet）、龍捲風戰鬥轟炸機、JAS 39獅鷲戰鬥機及颱風戰鬥機的機炮。基本型的BK-27採用彈鏈供彈，而颱風戰鬥機的版本則採用彈鼓供彈型，以提高可靠性。美國空軍曾希望以BK-27作F-35閃電II攻擊戰鬥機的機炮，但最終選擇了25毫米口徑的GAU-22/A。

## 不同型号
萊茵金屬亦提供了兩種船艦遙控型，名為MN 27 GS及MLG 27，主要用戶為德國海軍。

## 毛瑟BK-27机炮的图片

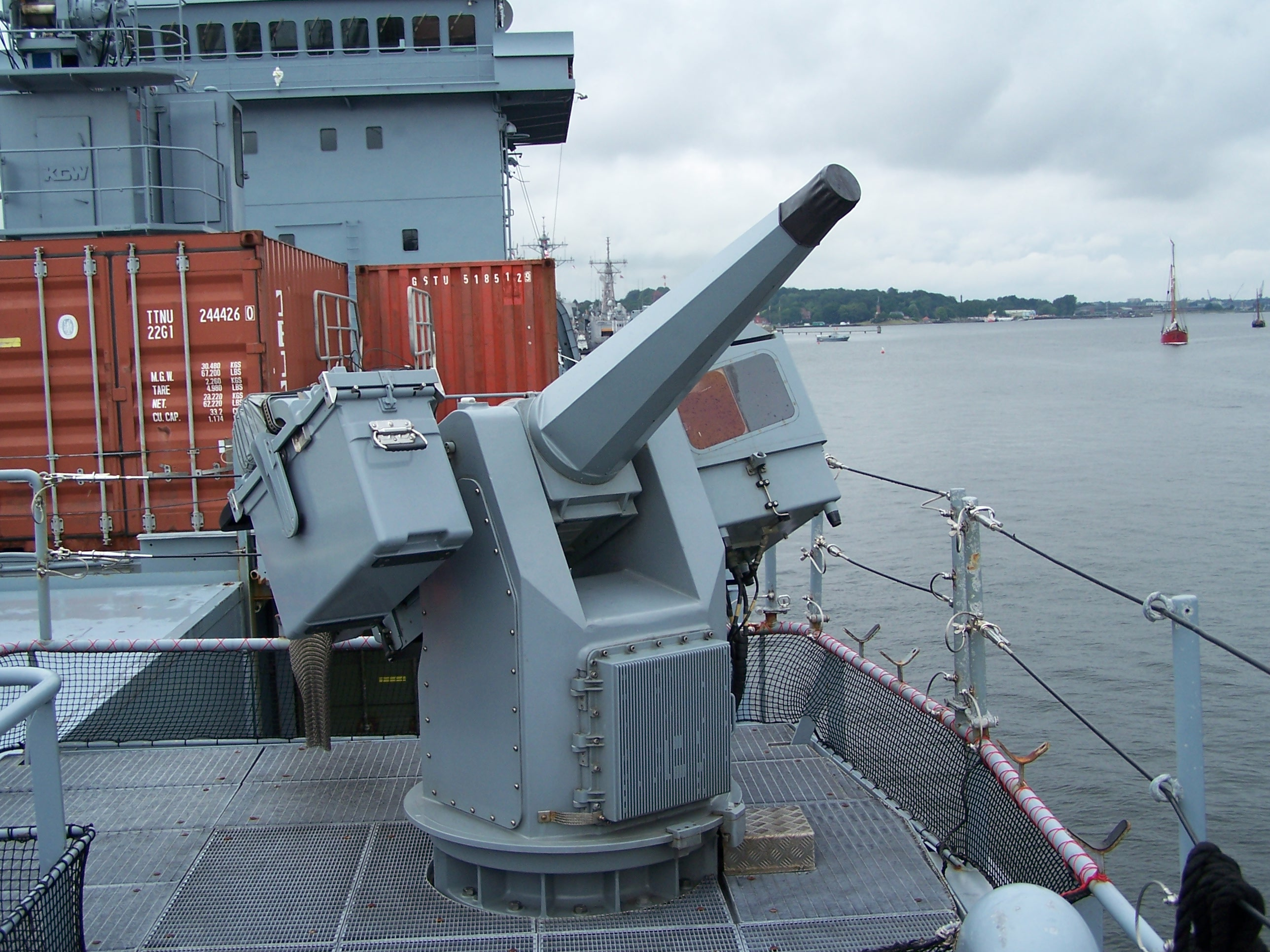
德國海軍易北河級萊茵河號補給艦的MLG 27遙控機炮。
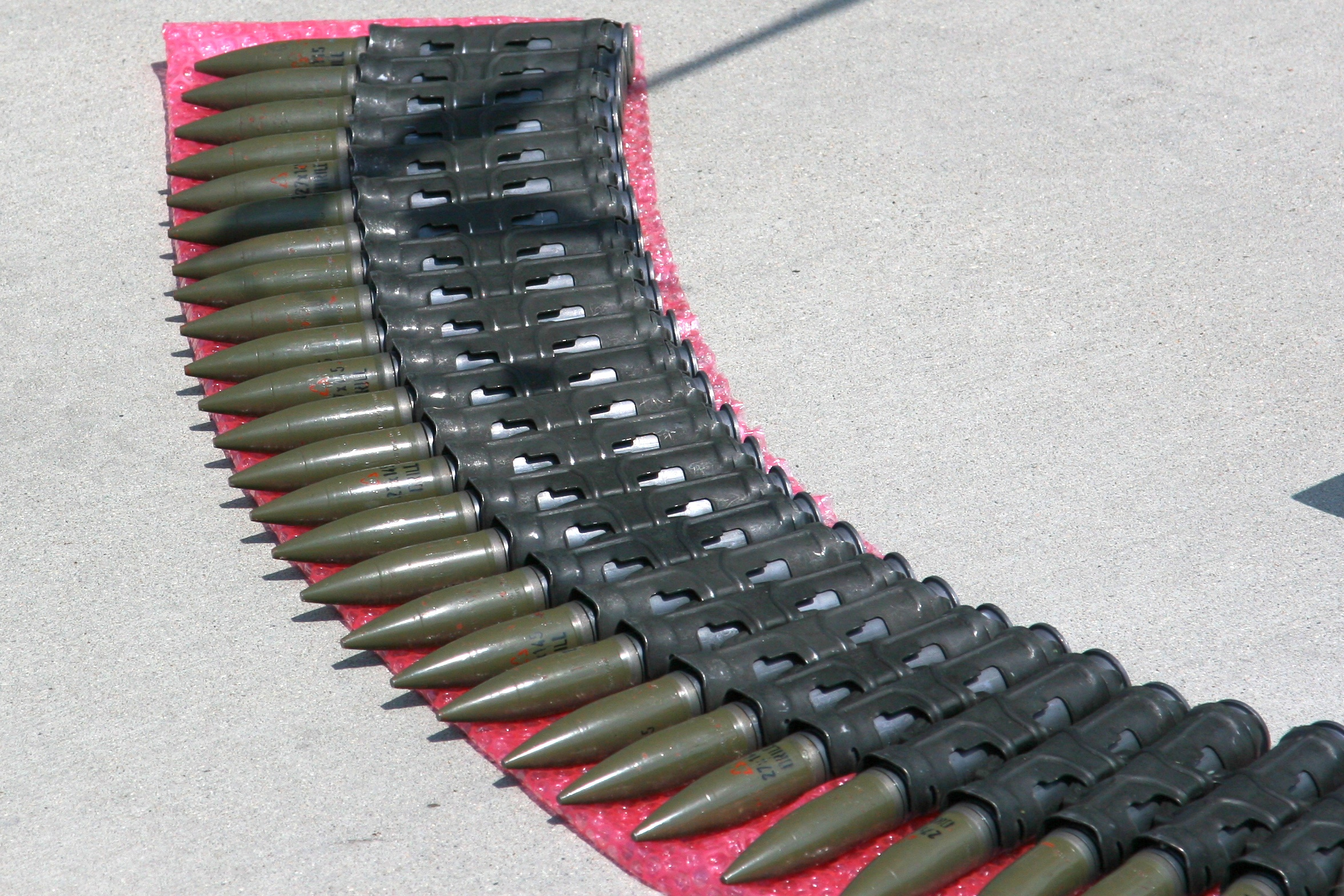
27×145毫米彈藥。
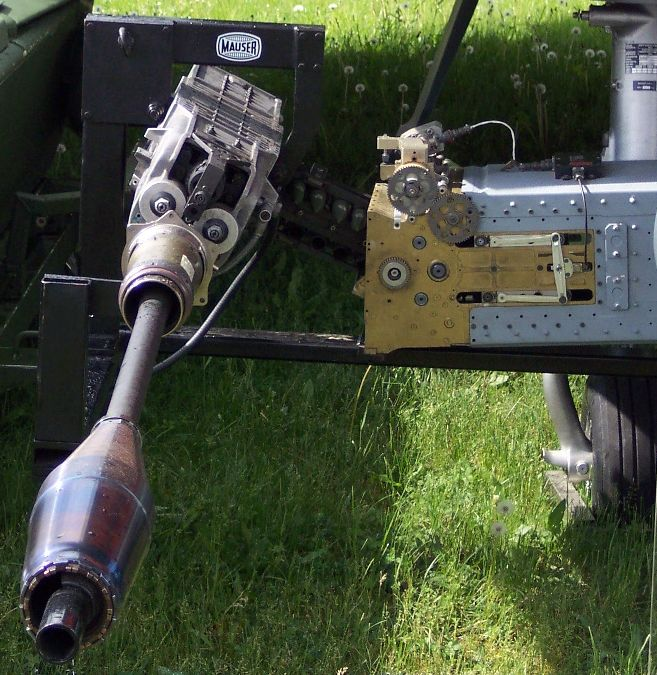
直昇機版BK-27

## 外部連結
- （英文）-Airforce Technology-BK 27（页面存档备份，存于）